# Dolly Cooper
Pour les articles homonymes, voir Cooper.
Dolly Cooper est une chanteuse de rhythm and blues américaine, active à Philadelphie de 1952 à 1957.

## Carrière
En 1952, Dolly Cooper, qui vit à Philadelphie, signe chez Savoy Records. Elle y restera jusqu'en 1955, date à laquelle elle s'engage chez Modern Records. Ses derniers enregistrements se font pour Dot Records en 1957. Ses titres sont typiques du style féminin de rhythm and blues de l'époque, dont les principales représentantes sont LaVern Baker, Ruth Brown ou Ann Cole. Elle est souvent accompagnée sur ses enregistrements par des groupes vocaux, les Four Buddies chez Savoy ou The Flairs chez Modern.
Bien qu'ayant eu un succès limité dans les années 1950, la musique de Dolly Cooper est désormais présente sur de nombreuses compilations CD consacrées au rhythm and blues.

## Discographie

### 78 tours/ 45 tours
- You Got To Be Good, (Savoy Records)
- Easy Livin' (Savoy Records)
- Alley Cat (Savoy Records)
- Teen Age Prayer (Modern Records)
- My Man (Modern Records)
- Big Rock Inn (Dot Records)